# ズイティエン
ズイティエン市社（ベトナム語：Thị xã Duy Tiên / 市社維先?）はベトナム社会主義共和国ハナム省にある市社である。

## 概要
9つの坊 (phường)と7つの社を有する。
- バックトゥオン坊（Bạch Thượng / 白上）
- チャウザン坊（Châu Giang / 周江）
- ズイハイ坊（Duy Hải / 維海）
- ズイミン坊（Duy Minh / 維明）
- ドンヴァン坊（Đồng Văn / 同文）
- ホアマック坊（Hòa Mạc / 和幕）
- ホアンドン坊（Hoàng Đông / 黃東）
- ティエンノイ坊（Tiên Nội / 先內）
- イエンバク坊（Yên Bắc / 安北）
- チュエンゴアイ社（Chuyên Ngoại / 專外）
- モクバク社（Mộc Bắc / 木北）
- モクナム社（Mộc Nam / 木南）
- ティエンゴアイ社（Tiên Ngoại / 先外）
- ティエンフォン社（Tiền Phong / 前鋒）
- チャクヴァン社（Trác Văn / 卓文）
- イエンナム社（Yên Nam / 安南）